# Château d'eau de l'Ermite
Pour les articles homonymes, voir Ermite (homonymie).
Ne doit pas être confondu avec Château de l'Hermite.
 (janvier 2022).
Si vous disposez d'ouvrages ou d'articles de référence ou si vous connaissez des sites web de qualité traitant du thème abordé ici, merci de compléter l'article en donnant les références utiles à sa vérifiabilité et en les liant à la section « Notes et références ».
Le château d'eau de l'Ermite construit en 1904 se trouve à Braine-l'Alleud en Belgique.
Il en existe un autre similaire, Saint-Sébastien, construit en 1906, à l'autre extrémité de l'agglomération.

## Architecture
Un pied circulaire en brique s'élève sur un soubassement en pierre et supporte une grande cuve métallique dissimulée derrière un parement de briques vernissées vertes et blanches qui forment un décor de losanges s'inscrivant dans des rectangles alternativement aveugles ou percés d'une fenêtre. Son style art déco lui a valu d'être classé par la Région wallonne.